# Richard Abrom Henries
Richard Abrom Henries, né à Monrovia le  16 septembre 1908 et mort le 22 avril 1980, est un homme politique libérien. Il a été président de la Chambre des représentants libérienne.

## Jeunesse
Richard Abrom Henries est le fils de George E. Henries, un charpentier et marchand américano-libérien, et d'Eliza B. Henries, née Robinson, une femme couturière. Dès l'âge de seize ans Henries est devint orphelin de  ses deux parents  1924. Henries vécut ensuite avec sa grand-mère et ses deux tantes[réf. nécessaire].

## Éducation
Henries est diplômé major de sa promotion du l'Université d'Afrique de l'Ouest en 1927. Parce qu’il avait eu du mal à terminer ses études secondaires, il a décidé de ne pas aller à l’université. Cependant, sa tante, feue Martha Robinson et son mari, feu Henry A. Clements, l'ont encouragé à s'inscrire au L'Université de Liberia  et ont promis de l'aider à payer ses frais de scolarité. Henries s'est inscrit à l'université, a dirigé sa classe tout au long de ses années d'université et a obtenu son diplôme en 1931 en tant que major de sa classe avec un baccalauréat en mathématiques. Henries a ensuite été nommé professeur associé de mathématiques quelques mois après avoir obtenu son diplôme du l'Université de Libéria.
Par la suite, de 1946 à 1951, il a servi l’Université du Libéria en tant que secrétaire du conseil d’administration, de 1951 à 1980, il est nommé président du conseil. À différents moments, au cours des années qui ont suivi l'obtention de son diplôme, son alma mater lui a conféré les grades honorifiques de docteur en droit, de docteur en droit civil et de docteur en sciences humaines.

## Mort
Henries était l'un des treize dirigeants politiques américano-libériens exécutés lors du coup d'État libérien de 1980,,.

## Vie personnelle
Henries était marié à Angie Brooks, une Libérienne, puis à A. Doris Banks Henries, une Afro-Américaine.[réf. nécessaire]